# Онегин (фильм, 1999)
«Онегин» (англ. Onegin) — художественный фильм 1999 года режиссёра Марты Файнс совместного производства Великобритании и США, экранизация романа в стихах Александра Пушкина — «Евгений Онегин».

## Сюжет
Молодой столичный денди Евгений Онегин отправляется из Петербурга в поместье своего умирающего дядюшки, чтобы попрощаться с ним и вступить после его смерти в наследство. Однако дядя умирает до приезда Онегина. Евгений, новый хозяин поместья, решает остаться на некоторое время в провинции, где надеется в новых для него заботах побороть скуку, преследующего этого пресыщенного представителя столичной золотой молодежи.
Обходя свои угодья, он знакомится со своим соседом, студентом Гётингентского университета, молодым поэтом Владимиром Ленским. Между ними возникают дружеские отношения. Ленский рассказывает Онегину о своей невесте, барышне Ольге Лариной, которая живёт неподалёку с матерью, вдовой Лариной, и сестрой Татьяной. Он приглашает Онегина на приём к Лариным. Юная впечатлительная Татьяна, выросшая на сентиментальных романах, влюбляется в Евгения, резко отличающегося от её привычного окружения. Не в силах сдержать своих чувств, она пишет ему письмо с признанием.
На балу в честь именин Татьяны Евгений мягко, но решительно объясняет девушке, что их союз невозможен: он слишком ценит свою свободу, семейная жизнь не для него, самая любимая женщина наскучит ему как только он привыкнет к ней, да и она, Татьяна, любит на самом деле не его, а придуманный образ. После этого Онегин позволяет себе некоторые вольности по отношению к Ольге, очевидно, чтобы развеяться после нелегкого объяснения. В ответ на возмущение Ленского Евгений иронично намекает на ветреность его возлюбленной. Поведение Онегина приводит к дуэли. Он не хочет стреляться, понимая, что виноват перед Владимиром, но правила чести и участие в деле большого количества свидетелей вынуждают его принять вызов. Ленский погибает. Татьяна, став свидетельницей дуэли и гибели Владимира, испытывает сильнейшее потрясение…
Онегин покидает деревню. Ольга ищет утешения с новыми поклонниками. Татьяна посещает дом Онегина в его отсутствие и берет книги из его библиотеки, где, по заметкам на полях, начинает лучше понимать молодого человека… Тем временем, выдав замуж Ольгу, мадам Ларина везет Татьяну в Москву к своей родственнице, которая помогает ввести Татьяну в высший свет и вскоре найти ей достойного жениха.
Действие переносится на шесть лет вперёд. Онегин, приехав в Петербург из длительной заграничной поездки, встречает Татьяну на балу в доме своего кузена, князя Никитина, генерала, и узнаёт, что она — его жена. Ольга также вышла замуж за гусара. Татьяна предстает повзрослевшей, очаровательной и уверенной в себе женщиной, способной вскружить голову даже такому прожженому ловеласу, как Евгений. Он пишет ей письмо с признанием своей прошлой неправоты и просьбой снизойти до него, однако Татьяна не отвечает на него. После этого Онегин приходит в дом Никитиных и умоляет Татьяну ответить ему… Княгиня не отрицает, что все ещё любит Евгения, но отказывает ему, поскольку уже замужем и не может изменить брачному обету. Она слезно просит его никогда больше не появляться в её жизни. Евгений вынужден уйти…

## Актёрский состав
| В ролях         |  | Персонаж                                  |
| --------------- |  | ----------------------------------------- |
| Рэйф Файнс      |  | Евгений Онегин                            |
| Лив Тайлер      |  | Татьяна Ларина                            |
| Тоби Стивенс    |  | Владимир Ленский                          |
| Лина Хиди       |  | Ольга Ларина                              |
| Мартин Донован  |  | князь Никитин, муж Татьяны, кузен Онегина |
| Алан Армстронг  |  | Зарецкий                                  |
| Гарриет Уолтер  |  | Прасковья Ларина                          |
| Саймон Макбёрни |  | французский учитель                       |

## Награды
- 1999 — приз за лучшую режиссуру на Токийском кинофестивале (Марта Файнс)
- 1999 — приз «Золотой Овен» в номинации «Лучшая женская роль в зарубежном фильме» от Русской гильдии кинокритиков (Лив Тайлер)[2]
- 2000 — номинация «Премия имени Александра Корды за выдающийся британский фильм года» Британской академии кино и телевизионных искусств (BAFTA)
- премия Лондонского кружка кинокритиков за лучший дебют (Марта Файнс)

## Особенности постановки
Сюжет представляет вольную интерпретацию романа. Герои изъясняются прозой, только письма цитируются стихами. Съёмки проходили в Санкт-Петербурге: Татьяна с супругом живёт в доме Адамини, в финальной панораме — здание Института физиологии
Музыкальный ряд фильма не соответствует периоду действия романа (1819—1825 годы). В интервью (1999) Файнс признаёт, что «советские ассоциации, которые вызывает одна песня [вероятно, имеется в виду песня Дунаевского], были неуместны». Там же Файнс характеризует эстетику фильма в целом как «английскую реакцию на русскую классику» (English response to a Russian classic). Использованная музыка:
- Вальс «На сопках Маньчжурии» (1906).
- Песня «Ой, цветёт калина в поле у ручья» написана в 1949 году Исааком Дунаевским для фильма «Кубанские казаки».
- Мелодия песни «Ой, полным-полна коробушка» на стихи Н. А. Некрасова (1861) написана Я. Ф. Пригожим в 1898 году.
- Вальс на балу у Татьяны и её мужа — Хор девушек из оперы А. Н. Верстовского "Аскольдова могила " (1835),
- Вальс-фантазия М. И. Глинки, написан в 1839 году. В фильме звучит после разговора Онегина с Татьяной на балу.